# Vladimir Hachinski

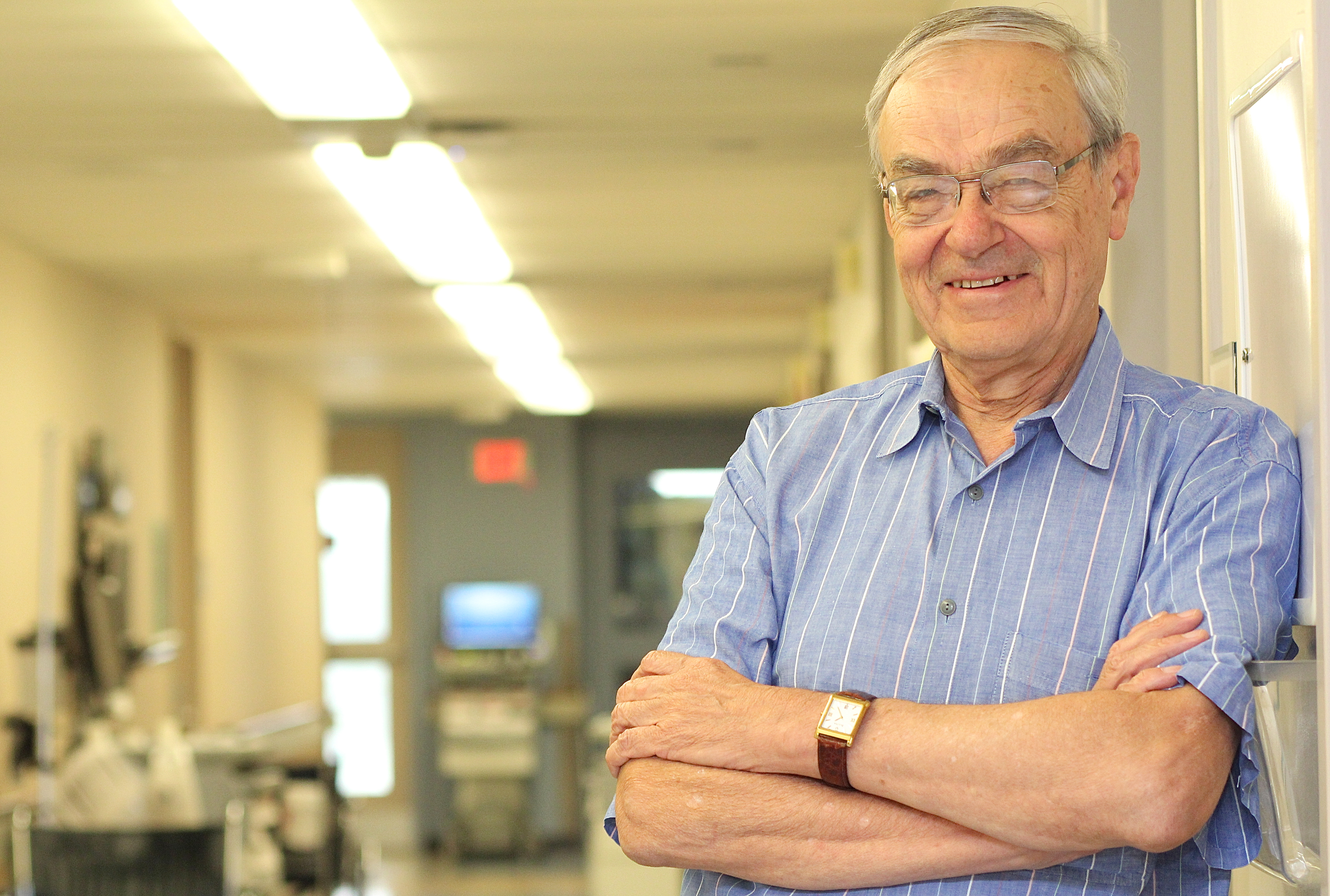
Vladimir Hachinski (2014)

Vladimir Hachinski (* 13. August 1941 in Schytomyr, Ukrainische Sozialistische Sowjetrepublik) ist ein kanadischer Neurologe, der sich auf Schlaganfälle und damit verbundene Demenz spezialisierte.

## Leben
Hachinski wanderte noch als Kind mit seiner Familie aus der Ukraine über Venezuela nach Kanada (Port Perry, Ontario) aus. Er studierte Medizin an der University of Toronto mit dem M. D. 1966 und absolvierte seine Facharztausbildung in Innerer Medizin und Neurologie in Toronto und Montreal. 1972 wurde er Fellow des Royal College of Physicians and Surgeons of Canada (FRCPC) und damit gleichzeitig als Facharzt für Neurologie zugelassen. 1973/74 war er als Forschungsstipendiat am Cerebrovascular Laboratory des National Hospital of Nervous Diseases in London und in der Abteilung Klinische Psychologie am Bispebjerg Hospital in Kopenhagen. Zurück in Kanada, war er in der Abteilung Neurowissenschaft des Sunnybrook Hospital (Sunnybrook Health Science Centre) in Toronto, wo er mit John W. Norris die erste Stroke Unit (Spezialstation für Schlaganfälle) in Kanada gründete. 1980 ging er nach London (Ontario), wo er Professor an der University of Western Ontario und Neurological Consultant an den Krankenhäusern der Stadt war und eine Forschungsstation für Schlaganfälle leitete.

## Werk
Hachinski forschte besonders zu Schlaganfällen, Demenz und Migräne. In den 1970er Jahren erkannte er, dass viele Demenzfälle nicht – wie man damals dachte – durch Arteriosklerose der Blutgefäße im Gehirn verursacht wurden, sondern durch eine Häufung kleiner Schlaganfälle (vaskuläre Demenz, im Englischen: multi-infarct dementia (MID) oder vascular cognitive impairment (VCI),). 1975 veröffentlichte er Kriterien zur Diagnose vaskulärer Demenz (Hachinski ischemic score), die seitdem verbessert wurden. 1986 veröffentlichte er eine Reihe von Arbeiten, die auf Läsionen und Ausdünnungen in der Weißen Substanz des Gehirns älterer Patienten als Risiko für Schlaganfälle hinwiesen. Sie prägten dafür den Begriff Leukoaraiosis. In den 1990er Jahren entwickelte er sein Programm der vorbeugenden Behandlung vaskulärer Demenz und der Erkennung von Risikopatienten weiter. Außerdem leitete er ein interdisziplinäres Programm, um die Differentialdiagnose von Demenz weiter zu verbessern.
Seine Pionierarbeit bei Stroke Units Mitte der 1970er Jahre half die Wichtigkeit solcher Einheiten zu verdeutlichen, die sich erst ab den 1990er Jahren etablierten. 1986 entwickelte er mit Robert Coté die Canadian Neurological Scale, die es auch Nicht-Medizinern ermöglichte, sich Klarheit über den neurologischen Zustand von Schlaganfallpatienten zu verschaffen.
Er erforschte auch die Zunahme von Katecholaminen, verschiedenen Enzymen als Biomarkern der Herzfunktion, Arrhythmien und den Mechanismus des plötzlichen Todes bei akuten Schlaganfällen. Dabei stellte sich auch die Bedeutung der Inselrinde bei den auf einen Schlaganfall folgenden Komplikationen heraus.
Hachinski nahm als Neurologe an verschiedenen klinischen Studien zu verschiedenen Aspekten der Prävention von Schlaganfällen teil, z. B. in den 1980er Jahren an einer Studie, die die Vorteile von Ticlopidin gegenüber Acetylsalicylsäure herausstellte sowie an einer Studie, die zeigte, dass eine teure Variante der Bypass-Operation (Extracranial/Intracranial Arterial Bypass Surgery) nicht signifikant Schlaganfallrisiken minderte. Ab 2003 war er an einer kanadischen Studie beteiligt, die herausfinden sollte, wie die Änderung von Lebensgewohnheiten und die Behandlung von Schlaganfallpatienten einen zweiten Schlaganfall vermeiden kann. Die Studie erbrachte unter anderem das Ergebnis, dass die Einbeziehung von Laien in Stroke Units die Behandlungserfolge verbesserte.
Nach Einführung des Schlaganfall-Programms der Provinz Ontario 2000 konnte er zeigen, dass mit der Bekämpfung des Schlaganfalls auch die Fälle bestimmter (vaskulärer) Demenzerkrankungen zurückging.
Er veröffentlichte auch allgemein zu Neurowissenschaften (zum Beispiel Musik und Gehirn) und über Medizingeschichte (mögliche Demenz in den letzten Lebensjahren Stalins, Joseph Babinski, Ramon y Cajal, Neurologie im islamischen Spanien).
Der von Hachinski komponierte Traumwalzer wurde am 24. September 2013 im Rahmen des 21. Neurologischen Weltkongresses von den Brünner Philharmonikern im Großen Saal des Wiener Musikvereins uraufgeführt.

## Ehrungen und Mitgliedschaften
Hachinski ist Fellow der Royal Society of Canada und der Canadian Academy of Health Sciences (FCAHS) und Träger des Order of Canada und Order of Ontario. 1988 erhielt er einen Ehrendoktor (D. Sc.) der Universität London. Außerdem ist er Ehrendoktor der Universitäten von Salamanca, Buenos Aires, Córdoba (Argentinien) und der Russischen Akademie der Wissenschaften.
Er war 2010 bis 2013 Präsident der World Federation of Neurology und von 2000 bis 2010 Herausgeber der Fachzeitschrift Stroke: A Journal of Cerebral Circulation.
Seit 2014 ist Hachinski Mitglied der Royal Society of Canada. 2016 erhielt er den Prinz-Mahidol-Preis.
Hachinski wurde für 2018 die Aufnahme in die Canadian Medical Hall of Fame zugesprochen. Im selben Jahr erhielt er den Killam Memorial Prize.

## Schriften
- mit Larissa Hachinski[5]: Stroke: A Comprehensive Guide to Brain Attack, Firefly Books 2003
- mit L. D. Iliff, E. Zilhka u. a.: Cerebral blood flow in dementia, Archives of Neurology, Band 32, 1975, S.: 632–637.
- mit S. Oveisgharan, A. Romney, W. R. Shankle: Optimizing the hachinski ischemic scale,  Archives of Neurology, Band 69, 2012, S. 169–175.
- mit A. Steingart, C. Lau u. a.: Cognitive and neurologic findings in subjects with diffuse white matter lucencies on computed tomographic scan (leuko-araiosis),  Archives of Neurology, Band 44, 1987, S. 32–35.
- mit P. Potter, H. Merskey: Leuko-araiosis,  Archives of Neurology, Band 44, 1987, S. 21–23.
- Vascular dementia: a radical redefinition,  Dementia (Basel), Band 5, 1994, S. 130–132
- Preventable senility: a call for action against the vascular dementias, The Lancet., Band  340, 1992, S. 645–648.
- mit J. V. Bowler:  Vascular dementia,  Neurology, Band 43, 1993, S. 2159–2160
- mit Costantino Iadecola, Ron C. Petersen, Monique M. Breteler, David L. Nyenhuis, Sandra E. Black, William J. Powers, Charles DeCarli, Jose G. Merino: National Institute of Neurological Disorders and Stroke – Canadian Stroke Network Vascular Cognitive Impairment Harmonization Standards, Stroke, Band 37, 2006, S. 2220–2241.